# Barrio Chamelecón

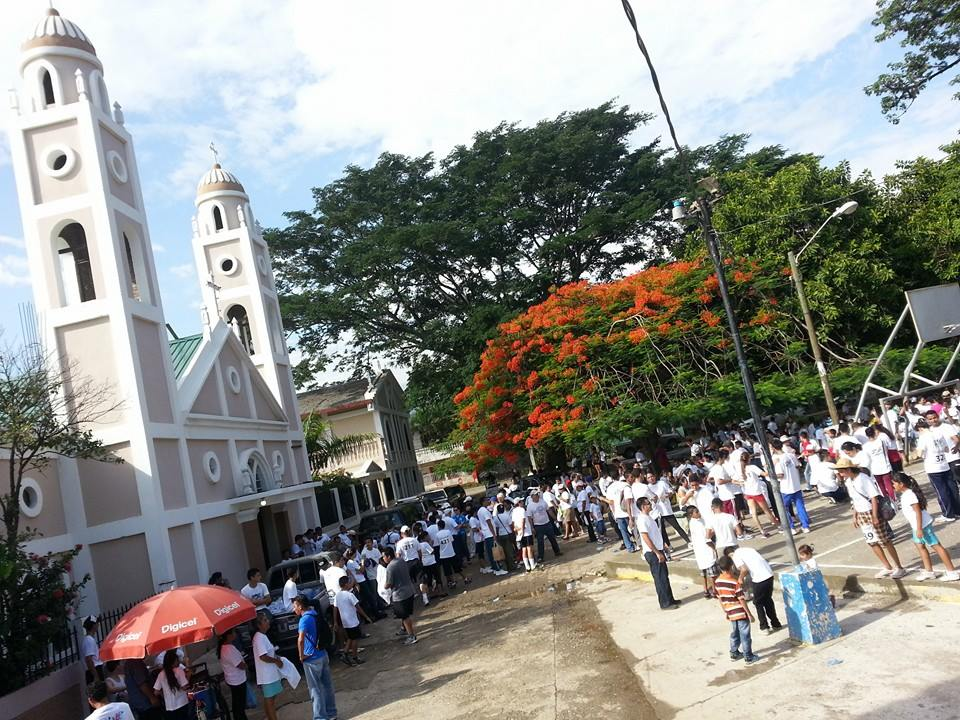
Iglesia Católica Santa Ana Frente al Parque de Chamelecón

Chamelecón es un barrio populoso  del municipio de San Pedro Sula en el Departamento de Cortés, Honduras. Su fundación data a principios del siglo XIV, su nombre se debe al Río Chamelecón.

## Patrimonio
- Parque Central de Chamelecón

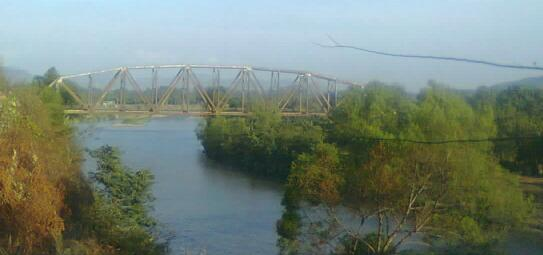
Puente del Ferrocarril sobre el Río Chamelecón en el Barrio de Chamelecón

- Puente del Ferrocarril sobre el Río de Chamelecón
- Iglesia Católica Santa Ana
- Malecón

## Fiestas patronales
El 26 de julio se celebra la feria patronal con honor a la virgen de Santa Ana con los tradicionales Carnavales, Juegos Mecánicos, Carreras de Cinta, Coronación de la Reina del Barrio, Coronación del Rey Feo, Juegos tradicionales, los juegos pirotécnicos y la celebración de la Santa Misa.
- Datos: Q17622508